# Castro Urdiales
Castro Urdiales és un municipi costaner en l'extrem més oriental de la comunitat autònoma de Cantàbria, limita per l'est amb la província de Biscaia, amb el municipi de Liendo a l'oest i amb el de Guriezo al sud. La ciutat és a 75 km de la capital de la comunitat (Santander) i a 35 km de Bilbao.